# Birgit Clarius
Birgit Clarius (* 18. März 1965 in Gießen) ist eine ehemalige deutsche Leichtathletin und Olympiateilnehmerin, die in den 1980er und 1990er Jahren eine erfolgreiche Mehrkämpferin war.
Ihr größter Erfolg ist der 3. Platz im Fünfkampf bei den Hallenweltmeisterschaften 1993.
Birgit Clarius gehörte dem MTV Giessen, dem MTV Ingolstadt, später dem LAC Quelle an. Sie hatte bei einer Größe von 1,76 m ein Wettkampfgewicht von 65 kg.

## Einsätze bei internationalen Höhepunkten im Einzelnen
- 1986, Europameisterschaften: im Siebenkampf aufgegeben
- 1990: Europameisterschaften: Platz 7 (6359 Punkte: 14,08 s – 1,79 m – 14,58 m – 24,72 s – 6,05 m – 48,96 m – 2:09,32 min)
- 1991, Universiade: Platz 1 (6419 Punkte: 13,82 s – 1,77 m – 14,29 m – 25,04 s – 6,34 m – 51,24 m – 2:11,85 min)
- 1992, Olympische Spiele: Platz 7 (6388 Punkte: 14,10 s – 1,82 m – 15,33 m – 24,86 s – 6,13 m – 45,14 m – 2:08,83 min)
- 1992, Halleneuropameisterschaften: Platz 4 im Fünfkampf (4628 Punkte: 8,58 s – 1,80 m – 14,15 m – 6,14 m – 2:10,81 min)
- 1993, Hallenweltmeisterschaften 1993: Platz 3 (4641 Punkte: 8,62 s – 1,79 m – 15,52 m – 5,98 m – 2:11,34 min; aufgerückt nach Disqualifikation der Erstplatzierten)
- 1993, Weltmeisterschaften: Platz 8 im Siebenkampf (6341 Punkte: 13,74 s – 1,81 m – 15,46 m – 25,14 s – 5,64 m – 50,14 m – 2:10,00 min)

## Bestleistungen
Bestleistung: 6500 Punkte: (13,61 s, 1,81 m, 15,22 m, 24,69 s, 6,08 m, 50,20 m, 2:11,29 min)
Einzelbestleistungen: (13,61 s, 1,84 m, 15,60 m, 24,69 s, 6,34 m, 51,60 m, 2:08,33 min)